# Dyscritobaeus auculatus
Dyscritobaeus auculatus är en stekelart som först beskrevs av Mikhail Vasilievich Kozlov och Lê 2000.  Dyscritobaeus auculatus ingår i släktet Dyscritobaeus och familjen Scelionidae. Inga underarter finns listade i Catalogue of Life.